# Шапиро Юнгер, Мигель
Мигель Шапиро Юнгер, часто М. С. Юнгер (исп. Miguel Chapiro Junger; 29 января 1923, Дрезден — 4 апреля 2012, Бостон) — американский физик-акустик немецко-еврейского происхождения. Сын Йозефа Шапиро.
Испанизированное имя и двойную фамилию, состоящую по испанскому обычаю из фамилий отца и матери, получил после того, как в 1933 г. семья Шапиро бежала из Германии, где к власти пришли нацисты, в Испанию. Однако уже в 1936 г. в связи с началом Гражданской войны семье пришлось перебраться во Францию, а в 1941 г. в США.
Получил степень бакалавра в Массачусетском технологическом институте, затем докторскую степень в Гарвардском университете. Считается одним из основателей структурной акустики, изучающей акустическое взаимодействие текучей среды и пластичных вибрирующих структур (в том числе материала кораблей и самолётов). Был одним из основателей фирмы Cambridge Acoustical Associates, консультирующей в этом направлении. Работал в том числе с агентством НАСА, консультировал работы по созданию ракет «Атлас». Автор учебника «Звук, структура и их взаимодействие» (англ. Sound, Structure and their Interaction; 1972, совместно с Д. Фейтом) — первого учебного пособия в этой области.